# Смерть и девушка
«Смерть и де́ва» (англ. Death and the Maiden) — камерный остросюжетный кинофильм режиссёра Романа Полански, вышедший на экраны в 1994 году. Экранизация пьесы Ариэля Дорфмана, чилийского драматурга, выжившего в концлагере Пиночета. Главные и фактически единственные роли исполнили Сигурни Уивер, Стюарт Уилсон и Бен Кингсли. Фильм не стал особо популярен, но получил высокие отзывы критиков.

## Сюжет
Паулина Эскобар — домохозяйка, живущая с мужем в некой южноамериканской стране. Её муж Херардо Эскобар — видный адвокат и политик, только что назначен председателем комиссии по расследованию преступлений хунты. Во время ночного шторма Херардо попадает в автоаварию, и его подвозит домой сосед — доктор Роберто Миранда.
Паулина узнаёт в этом человеке преступника, который пытал, избивал и насиловал её при фашистском режиме, когда она состояла в студенческом Сопротивлении. Со времени падения режима прошло уже пять лет, а с момента происшедших событий и того больше, но Паулина помнит причинённые ей страдания и хочет отомстить своему мучителю. Угнав и сбросив автомобиль Роберто Миранды со скалы, она возвращается домой, оглушает Миранду пистолетом, связывает и пытается добиться признательных показаний. Эскобар пытается освободить Миранду, но Паулина пресекает эти попытки.
Паулина рассказывает мужу о тех страшных днях. Когда её насиловал тот человек, он включал пластинку с записью композиции для струнного квартета «Смерть и дева» Шуберта (аллюзия к нацистам, которые пытали людей под музыку Вагнера). Лица насильника она не видела, поскольку у неё были завязаны глаза. Но Паулина хорошо помнила голос своего мучителя, его слова, выражения и даже его запах — всё это выдавало его в человеке, назвавшемся Роберто Мирандой. Доктор всё отрицает, уверяя, что в то время работал в клинике в Испании; Паулина не верит и угрожает ему смертью, если тот не признается в своих преступлениях. Эскобар просит Миранду сделать фиктивное признание перед видеокамерой, чтобы Паулина получила то, что хочет, и отпустила его, однако Паулина уличает Миранду во лжи. Когда Паулина близка к тому, чтобы столкнуть Роберто Миранду с утёса, он наконец признаётся в том, что был её мучителем.
Фильм начинается и заканчивается одинаково: Паулина и Херардо сидят в концертном зале и внимательно слушают «Смерть и деву». При этом в финале Эскобару удаётся заметить сидящего на балконе доктора Миранду с семьёй, слушающего то же произведение.

## В ролях
| В ролях       |  | Персонаж        |
| ------------- |  | --------------- |
| Сигурни Уивер |  | Паулина Эскобар |
| Бен Кингсли   |  | Роберто Миранда |
| Стюарт Уилсон |  | Херардо Эскобар |

## Особенности фильма
Съёмки заняли десять недель и проходили по большей части в павильонах студии, а натурные сцены снимали на северо-западе Испании. Экранизация пьесы Дорфмана получила высокую оценку критиков за клаустрофобную атмосферу и второстепенную роль Стюарта Уилсона, воплотившего смущённого мужа бывшей жертвы. По сравнению с пьесой Дорфмана, лишённой какой-либо конкретной концовки, фильм Полански имел более провокационный финал.

## Награды
- 1995 — Приз за лучший фильм кинофестиваля «Фантаспорто» Роману Полански (номинация)
- 1995 — Премия «Независимый дух» за лучшую режиссуру Роману Полански (номинация)